# Zeise Kinos

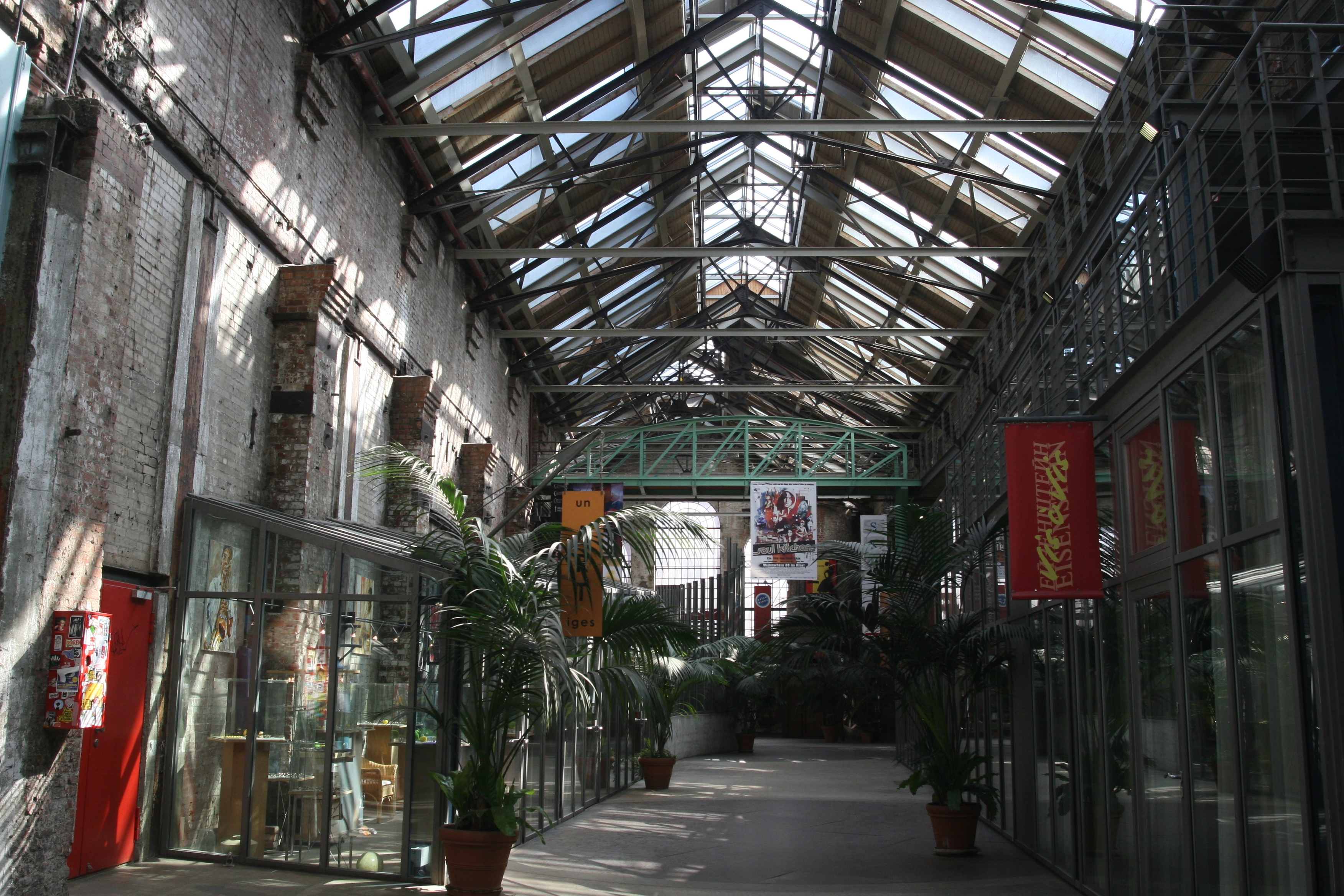
zeise kinos

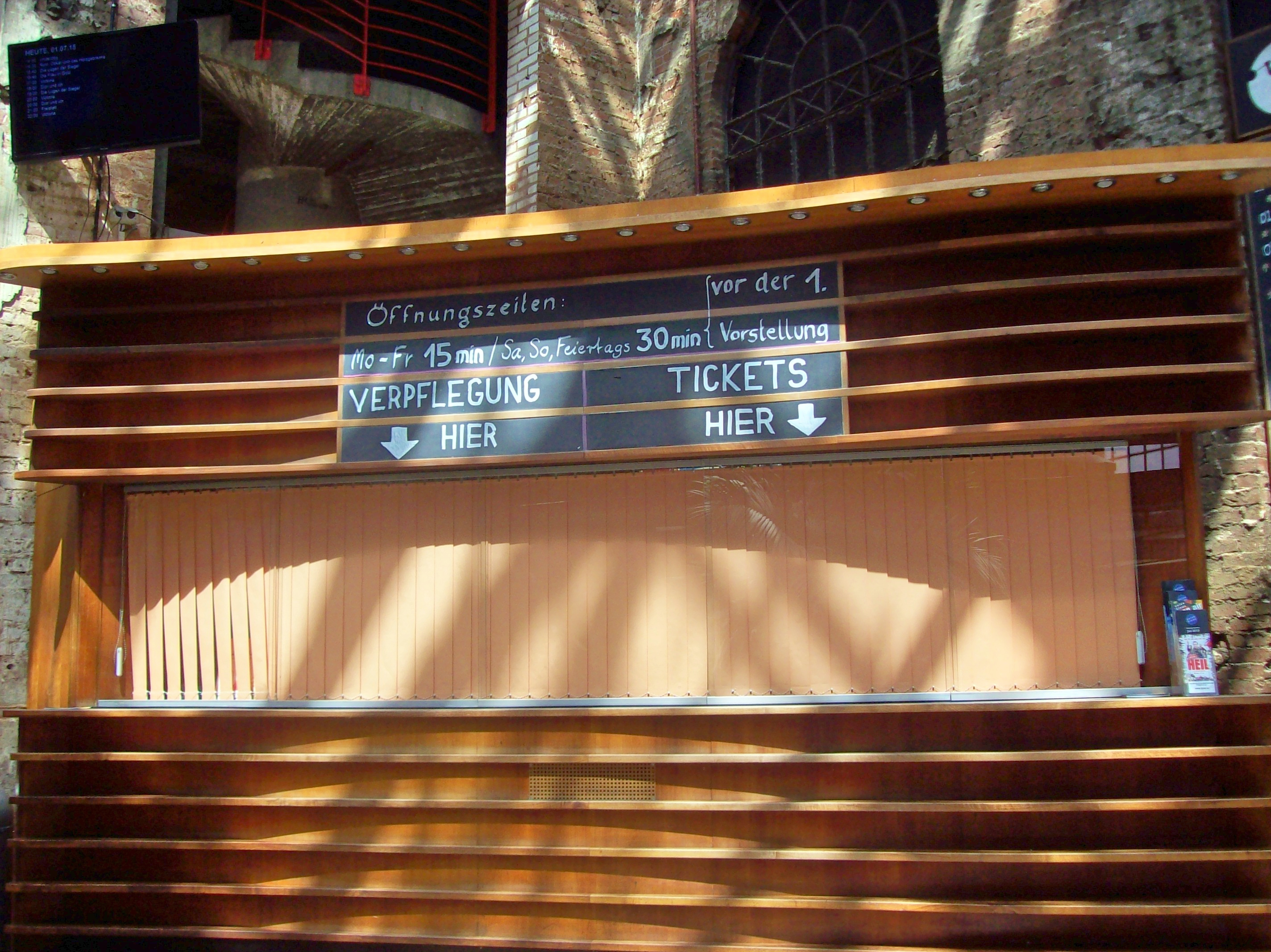
Kinokasse

Die Zeise Kinos, Eigenschreibweise: zeise kinos sind ein seit 1993 bestehendes Programmkino in der Friedensallee 7–9 im Hamburger Stadtteil Ottensen. Das Kino ist im Medien- und Kulturzentrum den Zeisehallen in den Werkhallen der ehemaligen Schiffsschraubenfabrik von Theodor Zeise untergebracht. Es wird von der Zeise Hallen Kinobetriebs GmbH unter Geschäftsführer Matthias Elwardt betrieben und gehört aufgrund seiner Ausrichtung auf europäische Produktionen zu dem Netzwerk Europa Cinemas.
Zu den Programmschwerpunkten gehören anspruchsvolle Filme aus Deutschland, Europa und der ganzen Welt. Regelmäßig werden Filmreihen, sowie Filme in englischer, spanischer und französischer Originalsprache mit Untertiteln und Sneak Previews gezeigt. Daneben werden Lesungen, Kurzfilm-, Singer- und Poetry-Slam-Abende veranstaltet. In den Sommermonaten wird der Innenhof des Altonaer Rathauses von den zeise kinos als Freiluftkino bespielt.

## Technische Ausstattung
Das Kino verfügt über drei Vorführsäle mit insgesamt 523 Sitzplätzen. Kino 1 ist mit 367 Sitzplätzen und einer 58 m² großen Leinwand ausgestattet. Als Tonsystem kommt ein Dolby SR-D und THX zum Einsatz, zur Vorführtechnik gehört ein 16 mm Analog-Filmprojektor mit Licht- und Magnetton. Laut hamburg.de gehört dieser Saal zu den schönsten Kinosälen Deutschlands und ist für Rollstuhlfahrer barrierefrei zugänglich. Kino 2 besitzt 96 Sitzplätze und eine 20 m²-Leinwand, Kino 3 hat 67 Sitzplätze und eine 15 m²-Leinwand, beide sind mit Dolby SR Tonsystemen ausgestattet.

## Geschichte
Nach dem Konkurs der Schiffsschraubenfabrik Theodor Zeise im Jahr 1979 wurde das Gelände zu einem Medien- und Filmzentrum umgewidmet, das auch ein anspruchsvoll ausgerichtetes Kino beherbergen sollte. In der Ausschreibung zu dem Kino setzte sich eine Gruppe von Kleinkinobetreibern aus Berlin zusammen mit einem Münchner Filmverleih unter anderen gegen Hans-Joachim Flebbe von der CinemaxX durch. Schließlich wurden die zeise kinos am 3. März 1993 mit Detlev Bucks Satirefilm Wir können auch anders … eröffnet.